# شعر سياسي
الشعر السياسي هو الشعر الذي يتضمن آراء وتوجهات سياسية، مع الحفاظ على القيمة الأدبية أو الفنية. وعادة ما يعبر الشاعر من خلال أشعاره السياسية عن مناصرته لمبدأ أو تكتل معين، فنجد الشعر السياسي في العصر الجاهلي يتمثل في مناصرة القبيلة، والشعر في صدر الإسلام بالإمكان اعتباره شعراً سياسياً، نظراً لإن الإسلام يُنظر إليه أيضاً كحركة سياسية. واستمر الشعر السياسي خلال عصور الشعر العربي كلها كمنبر لنشر الدعايا لكل الأطراف السياسية المتصارعة، بحيث كانت السجالات الشعرية مثالاً حياً للصراعات السياسية.
وفي العصر الحالي ارتبط الشعر السياسي بالديموقراطية والمنادة بحرية التعبير والنضال ضد الإستعمار والأنظمة الفاسدة والطاغية. ومن أمثلة الشعراء السياسيون العرب في التاريخ المعاصر أحمد مطر الذي اكتسب شهرة شاسعة في أرجاء الوطن العربي